# Cristian Molinaro
Cristian Molinaro (Vallo della Lucania, 30 de julho de 1983) é um futebolista italiano, que atua como lateral-esquerdo no Torino FC.

## Carreira
Molino começou a carreira na Salernitana.